# Du bout des doigts (mini-série)
Cet article concerne la mini-série. Pour le roman de Sarah Waters, voir Du bout des doigts.
Du bout des doigts (Fingersmith) est une mini-série britannique réalisée par Aisling Walsh d'après le roman éponyme de Sarah Waters, produite en trois volets par la BBC, et diffusée du 27 mars au 10 avril 2005 sur BBC One.
Le roman de Sarah Waters est paru en 2002.

## Synopsis
L'intrigue se déroule à Londres en 1862. Lorsque Sue, une pauvre fille des bas-fonds de Londres, se voit proposer de participer à une arnaque, elle ne peut pas refuser. Le plan est simple : se faire engager en tant que femme à tout faire de Maud, une riche fille solitaire, devenir son amie et la pousser à épouser un arnaqueur professionnel... Beaucoup d'argent à la clé, la tentation de quitter sa misère et de pouvoir aider les personnes qui l'ont élevée est trop forte.
Ce qu'elle n'avait pas prévu c'était de tomber amoureuse de sa victime, et que le plan finisse par se retourner contre elle.

## Fiche technique
- Titre : Du bout des doigts
- Titre original : Fingersmith
- Directeur : Aisling Walsh
- Productrice : Aisling Walsh
- Scénario : Sarah Waters
- Roman : Du bout des doigts
- Format : Couleurs
- Langue : anglais
- Durée : 181 minutes (3 h 1)
- Pays : Royaume-Uni
- Date de sortie : 27 mars 2005

## Distribution
- Sally Hawkins : Susan Trinder, Susan Smith
- Elaine Cassidy : Maud Lilly, Maud Rivers
- Rupert Evans : Richard Rivers
- Imelda Staunton : Grace Sucksby
- Polly Hemingway : Madame Stiles
- Sarah Badel : Madame Frobisher
- Charles Dance : Christopher Lilly
- Stephen Wight (en) : Charles
- David Troughton (en) : Monsieur Ibbs